# Linea rossa 7000
Linea rossa 7000 (Red Line 7000) è un film del 1965 diretto da Howard Hawks e interpretato da James Caan.

## Trama
Della scuderia automobilistica gestita da Pat Kazarian fanno parte due piloti, Mike Marsh e Jim Loomis, ma un incidente a Daytona provoca la morte di Jim. La sua ragazza, Holly, arriva troppo tardi per la gara e si sente in colpa per non esserci stata.
Il giovane pilota Ned Arp si unisce alla scuderia e ci prova anche con la sorella di Kazarian, Julie. Un terzo pilota, Dan McCall, arriva dalla Francia e porta con sé la fidanzata Gabrielle, ma presto sviluppa un interesse per Holly.
Arp rimane gravemente ferito in un incidente e perde una mano. Mike, nel frattempo, non si preoccupa degli affari di Dan con le donne e cerca di farlo fuori durante una corsa, ma Dan sopravvive. Lui e Holly si fidanzano, ma Mike è confortato da Gabrielle.